# Knud Agger
Pour les articles homonymes, voir Agger (homonymie).
Knud Agger, né le 26 septembre 1895 à Holstebro dans la région du Jutland central et mort le 2 février 1973 à Elseneur dans la région de l'Hovedstaden au Danemark, est un peintre danois.

## Biographie
Agger naît en 1895 à Holstebro dans l'amt de Ringkjøbing (ville aujourd'hui situé dans la région du Jutland central). Il va à Copenhague pour étudier l'architecture et la peinture à l'Académie royale des beaux-arts du Danemark avant de revenir dans sa région en 1928. 
Il s'installe comme peintre et y peint des paysages représentant le Limfjord et l'île de Venø. En 1929, il s'installe à Elseneur et acquiert par la suite une résidence d'été à Venø. Au cours de sa carrière, il est membre de l’association Grønningen (en) et remporte notamment pour ses œuvres les médailles Eckersberg et Thorvaldsen.
Il décède à Elseneur en 1973 à l'âge de 77 ans.

## Prix et récompenses
- Médaille Eckersberg
- Médaille Thorvaldsen en 1971